# 塔米尔·莱斯枪杀案
塔米尔·莱斯枪杀案于2014年11月22日发生在美国俄亥俄州克里夫兰市。事件造成了时年12岁的男孩塔米尔·莱斯（Tamir Rice，2002年6月25日－2014年11月23日）死亡。
事故中，两名警察，26岁的蒂莫西·鲁曼（Timothy Loehmann）和46岁的弗兰克·贾姆柏克（Frank Garmback），在接到调度中心关于城市公园中“有一名黑人男性坐在秋千上用手枪瞄准路人”的报告后赶往现场。一名报警人在电话中描述了一名男性在库德尔休闲公园（Cudell Recreation Center）拿着“手枪”随机地瞄准行人。在报警电话开头和中间，报警人两次提到手枪“有可能是假的”。在报警电话的结尾，报警人认为“他可能是未成年人”。尽管如此，这些信息没能在调度中心第一次与鲁曼和贾姆柏克联系时被反馈给二人。两名警官后来在报告中表示，莱斯在他们到达现场后有将枪从腰带中拔出的动作。在到达现场两秒钟后，鲁曼在警车停稳之前向莱斯开枪两次，击中了莱斯的躯干部位。两名警察在开枪后均没有对莱斯进行现场急救。莱斯在事发后第二天在城市健康医疗中心（MetroHealth Medical Center）去世。
莱斯的枪后来被证实是没有橙色记号的软气枪（仿真枪枪口有橙色记号），而不是真的手枪。4天之后，也就是2014年11月26日，警方公布了现场的监控资料。2015年6月3日，警长办公室发表声明，表示他们对于事件的调查已经结束，相关的资料已经转交给了公诉机关。公诉人向大陪审团展示了这些证据，但是陪审团作出了无罪判决。
在这件事发生以后，有媒体报道鲁曼之前在俄亥俄州独立市担任警察期间曾被诊断为情绪不稳定，不适合入伍或者任职警察。这一事件得到了美国和世界媒体的关注，其中部分原因是这件事件发生的时间距离之前几起警察枪杀黑人男性的事件间隔不久。

## 事件过程
一名坐在公园隔壁露台的报警人向911描述道：有一名疑似青少年的人在库德尔休闲公园（Cudell Recreation Center）拿着“手枪”随机指向周围的人。报警人曾两次提到“手枪”可能是假的。警方发言人表示在接到调度指示时，不清楚两名警官是否得知手枪的真假。事后，经过调查，除了提到“手枪”以外，调度员并没有向两名警官解释枪的真假。根据事件报告的描述，在下午3时30分左右派遣警员之前，911接线员曾两次询问莱斯是白人还是黑人。真实的电话录音则显示：911接线员曾三次询问持枪者是黑人或者白人。但是，报警人当时只描述了莱斯衣服的颜色。报警人随后离开了露台，而莱斯不久后便进入露台并坐在其中。
根据事发当天克里夫兰巡逻警察协会主席杰弗里·福尔莫（Jeffrey Follmer）接受媒体采访时所说：“（鲁曼和贾姆柏克）将车停在了停车场并且看见一些人坐在公园隔壁的露台里。（鲁曼）看到桌上有一把黑色的手枪，并且看到莱斯将枪从桌子上拿起来插在了腰间。”  在同一天，克里夫兰副总警监汤姆巴（Tomba）表示：“当时警察走出车外并且让莱斯举起双手。莱斯将手伸向腰间、拔出手枪。（鲁曼）向莱斯射击两次。”根据副总警监汤姆巴的描述：“莱斯没有口头或者身体上威胁两名警察。” 11月26日，也就是监控录像被公开的当天，副总警监汤姆巴表示：“当莱斯向警车走来时，鲁曼在车中向其喊话三次，要求他的双手处于可见状态。”  整个事件的发生过程不超过2秒。两名警察随后发现莱斯的手枪为仿真枪，是真枪的仿制品，用于射击非致命性的BB弹。但是枪口上的橙色标记已被移除。莱斯于事发后第二天在城市健康医疗中心去世。院方表示：莱斯的死因是由于子弹击中躯干，造成主要的血管、肠道和骨盆破裂。凯霍加郡（Cuyahoga County）医学鉴定官员的尸检报告显示：莱斯身高5英尺7英寸（170厘米），体重195磅（88千克）。
在公众和莱斯家庭的压力下，警方在2014年11月26日公布了一份没有声音的监控视频。视频显示：莱斯在公园中走动，偶尔将持有被认为是玩具枪的右手和手臂前伸，与其他人用手机通话和曾坐在露台中烧烤桌的旁边。视频中还显示：一辆巡逻警车高速从公园的草坪驶来，突然停在露台边。鲁曼跳出警车并立刻从距离莱斯10英尺（3米）远处向莱斯开枪。法官罗纳德·阿德林（Ronald B. Adrine）的判决书中显示：“本法庭仍然对于这个事件在如此短的时间内变成致命事件而感到震惊...视频中，鲁曼警官和贾姆柏克警官居然在车还没停稳的情况下就开始向莱斯开枪。”
两名警官均没有在射击后对莱斯进行抢救。大约4分钟后，一名警探和一名在附近调查银行抢劫案的联邦调查局探员赶到了现场并对莱斯进行了抢救。又过了3分钟，医务人员赶到了现场，并将莱斯送往城市健康医疗中心。
莱斯的母亲称那把玩具枪是在警察到达之前的几分钟前一位朋友送给莱斯的。枪杀事件发生后，警察当时将她按在地上并且给她14岁的女儿带上了手铐。警察还威胁莱斯的母亲如果她不冷静下来就要将她逮捕。
另一份由东北俄亥俄传媒集团（Northeast Ohio Media Group）获取并在2015年1月7日发布的视频显示：枪击发生两分钟之后，在尝试跑向弟弟的途中，莱斯14岁的姐姐被带着手铐强行按在地上，随后被关进了警车。视频还显示，枪击过后4分钟，警方才对莱斯进行抢救。

## 参与事件的警员
枪击事件后，媒体公布了两名警员的背景资料。两人均被给予行政休假的处分。
2015年12月28日，陪审团裁定两名警员无罪。

### 蒂莫西·鲁曼（Timothy Loehmann）
开枪射杀莱斯的警员鲁曼与2014年3月开始任职克里夫兰警局。2012年，他曾在位于克里夫兰以南13迈（21公里）的独立市警察局工作过5个月，包括在警察学校学习的4个月。
事件发生后，在一份被公开的独立市人力资源主管的备忘录中，独立市副总警监吉姆·波拉克（Jim Polak）写道：考虑到自己情绪容易波动，不适合担任警察的工作，为了避免被警局辞退，鲁曼选择了主动辞职。波拉克提到鲁曼难以遵守“基本的工作要求”。他特意引用了在一次射击训练中发生的“情绪爆发的危险行为”。在那次训练中，鲁曼的训练成绩很不理想。并且，很明显地，由于情感问题的影响，他表现的“心不在焉且十分伤感”。那份备忘录的结论部分写道：“如果单独拿出来看，这些事件都不是十分严重。但是，当它们被联系起来看时，这些事件说明他不够成熟、行为轻率且不能遵守指令。我不认为时间或者训练能够改善或者矫正这些问题。”随后，又有报道指出，在雇佣鲁曼之前，克里夫兰警察部门从来没有复核过其在独立市的个人档案。

### 弗兰克·贾姆柏克（Frank Garmback）
贾姆柏克是当时警车的驾驶员。他自2008年起就在克里夫兰警局工作。2014年，克里夫兰市向一名当地妇女支付了10万美元用以和解一项针对贾姆柏克过分使用武力的指控。在那名妇女的指控中，贾姆柏克“冲向她并且从背后掐住她的脖子、将她放倒在地、扭住她的手腕并殴打她”，“这些轻率的、荒唐的且蓄意的过分使用武力造成了她身体受伤”。当时，这名妇女由于一辆车挡住了她家的车道而报警求助。这个和解案件并没有出现在贾姆柏克警局档案中。

## 事后发展

### 调查
鲁曼和贾姆柏克均向克里夫兰警察局提交了事件的报告。报告中，两人声称他们正在寻找更多的事件目击者，包括事件发生以前公园中和莱斯走在一起的一位男性。
2015年1月1日，美联社报道称：克里夫兰警局正在寻求第三方来调查事件的经过和应对今后有可能发生的所有类似事件。
2015年5月15日，《琼斯母亲》杂志称：在莱斯死后6个月，尽管警方宣布他们基本上对于事件的经过有了结论，两名涉事的警官却从没有接受过来自凯霍加郡警长办公室调查员的问询。该报道还称当时驾驶警车的贾姆柏克并没有接受刑事犯罪的调查。
2015年6月3日，凯霍加郡警长办公室发表了一份声明。声明称：针对警察射杀莱斯事件的调查已经完成，他们已经将调查结果转交给了公诉人蒂姆·麦克金蒂（Tim McGinty）。麦克金蒂将会审阅这些报告并且决定是否将这些报告呈现给陪审团。作为对于市民情愿的回应，2015年6月11日，市法院法官罗纳德·阿德林（Ronald B. Adrine）同意“鲁曼应该受到多项罪名的指控，其中最严重的一项是谋杀，其他还包括误杀、怂恿杀人、过失杀人和渎职”。阿德林法官还发现一些以“过失杀人和渎职”起诉贾姆柏克的合理可能性（probable cause）。他的观点被转达至市和凯霍加郡公诉人麦克金蒂那里。当时，麦克金蒂并没有决定是否将证据呈现给陪审团。

#### 报告
2015年6月13日，凯霍加郡公诉人麦克金蒂公开了一份节选后224页的调查报告。这份报告包括了27人的证词，其中包括莱斯的老师、朋友和报警人。鲁曼和贾姆柏克拒绝接受讯问。
报告中，多名证人证实在警察开枪之前没有听到任何警告。这与警局的申明中所述鲁曼曾三次警告莱斯“举起双手”相违背。
凯霍加郡公诉人办公室收到了两份第三方专家的调查报告。一份来自前联邦调查局探员金伯利·克劳福德（Kimberly Crawford），另一份来自科罗拉多公诉人S·拉玛尔·西姆斯（S. Lamar Sims）。两份报告均认为在事件发生时，射杀莱斯的选择是合理的。

### 警方的矛盾解释
下面4处解释的警方部分均来自副总警监艾德·汤姆巴（Ed Tomba）在监控视频被公布之前的表述：
1. 警方称莱斯当时与其他人一起坐在桌边。视频显示莱斯是独自一人。[42]
2. 警方称在警车驶近的过程中，他们看到莱斯拿起枪并插在了腰带上。视频并不能证实这一点[43]。阿德林法官称：视频并没有显示在警车靠近时莱斯将枪拿在手里[8]。
3. 警方称莱斯将手伸向腰间并取出枪，随后被鲁曼射杀。视频显示，莱斯并没有去拔枪[44]。视频中，倒地之前，莱斯双手提住上衣并且露出了仿真枪。
4. 警方形容仿真枪看起来很逼真，后来解释为由于仿真枪上的醒目标识缺失而造成了误会[9]。但是，警员并没有看到莱斯向他们挥舞手枪或者将枪口指向他们，从而也就不可能看到枪头是否有仿真枪的标识[9]。

### 非正常死亡诉讼
2014年12月5日，莱斯的亲人以“非正常死亡”在美国俄亥俄北区联邦地区法院对鲁曼、贾姆柏克和克里夫兰市提起诉讼。在长达8页的起诉书中，鲁曼和贾姆柏克被指控行为“不理智、不负责且鲁莽”，如果两位被告“当时合理的接近莱斯、调查莱斯手中的枪，他们就毫无疑问的能够发现...那把枪其实是仿真枪，而且莱斯其实并未成年。”起诉中还包括了针对克里夫兰市没能适当地训练两名警官、疏于核查独立市针对鲁曼的备忘录的指控。
一个联邦地区法院将会与2015年6月召开听证会来决定是否由于刑事调查尚未结束来延迟莱斯亲人的诉讼。

### 游行示威
事件发生后不久，克里夫兰就爆发了规模有限的游行示威和公众抗议行为。但是2014年11月25日，在大陪审团裁定不起诉枪杀麦克·布朗（Michael Brown）的警察之后的第二天，克里夫兰抗议游行活动的规模开始变大。当天大约有200名抗议者从公共广场（Public Square）行进至克里夫兰纪念岸边道（Cleveland Memorial Shoreway），造成了后者被临时关闭。莱斯的亲人呼吁抗议者保持冷静：“再一次地，我们希望大家保持冷静。请和平地、负责任的进行游行示威。”
2015年12月5日，俄亥俄州州长约翰·卡西奇组建了一支队伍专门应对类似于莱斯事件之后的这种警民关系。
莱斯的死亡被认为是一系列警察杀人案件中的一起。这些案件“激发”了全国范围内“黑人的命也是命”运动。

### 媒体报道
这个事件得到了美国全国乃至全世界媒体的关注。其中部分的原因是其发生时间距离发生在密苏里州弗格森市的麦克·布朗命案、发生在纽约市史泰登岛的埃里克·加纳死亡案、发生在纽约市布鲁克林的阿凯·格利死亡案和发生在俄亥俄州代顿市的约翰·克劳福德三世死亡案以及由这些事件引发的骚乱事件很接近。
东北俄亥俄传媒集团由于公布了莱斯父母的犯罪记录而受到了指责。

### 葬礼
莱斯的葬礼于2014年12月3日在西乃山浸信会教堂（Mount Sinai Baptist Church）举行。大约250人参加了他的葬礼。葬礼上，莱斯被描述为“一个有做布丁天分的人和一个喜爱画画、热爱篮球、积极参与学校鼓队且受欢迎的孩子。”莱斯的亲人指责鲁曼在造成莱斯的死亡的事件中反应过于迅速。